# Karol Wojtyla - Un Papa nella storia
Karol Wojtyla - Un Papa nella storia è un documentario prodotto da Rai-Trade nel 2005 con la regia di Fabio Zavattaro e diffuso da Vivalibri s.p.a. dal 18 aprile 2005 con a tema la vita di Papa Giovanni Paolo II.
In allegato al DVD viene dato il testo integrale del testamento di Giovanni Paolo II, formulato in diverse fasi dal 6 marzo 1979.

## Trama
Il documentario racconta tutte le azioni e gli eventi più importanti avvenuti durante il periodo di pontificato di Karol Wojtyla dalla sua elezione alla sua morte.